# Bob Acri
Bob Acri oder Robert R. Acri (* 1918 in Chicago, Illinois; † 25. Juli 2013 in Evanston, Illinois) war ein US-amerikanischer Jazzpianist.
Acri besuchte die Austin High School und arbeitete als Musiker in den Radioorchestern von NBC und ABC und in der Hausband des Chicagoer Clubs Mr. Kelly. Er ging mit Harry James auf Tournee und begleitete Lena Horne, Mike Douglas, Ella Fitzgerald und Barbra Streisand, aber auch Buddy Rich und Woody Herman.
Bekanntheit erlangte er vor allem durch seine Beispielmusik für das Computer-Betriebssystem Windows 7, konkret das Lied Sleep Away. Erst im hohen Alter nahm er Alben unter eigenem Namen auf.

## Diskografie
- 2001: Timeless – The Music Of Bob Acri
- 2004: Bob Acri (mit George Mraz, Ed Thigpen, Lew Soloff, Frank Wess und Diane Delin)